# Сагач Андрій Сергійович
Сагач Андрій Сергійович (нар. 29 грудня 1991 року, Запоріжжя, Україна) — український художник-ілюстратор. Автор поштового випуску «Херсон — це Україна!». Переможець народного голосування національного етапу конкурсу PostEurop-2023 з роботою «Spring will come again!» («Весна настане знову!»). Автор монет "Цифрова Держава", "Тримаймо стрій!", "Зодіак" У своїх роботах висвітлює події російсько-української війни. Малює під творчим псевдонімом Art.Saga4.

## Життєпис
Народився і виріс в місті Запоріжжя, Україна.
Закінчив Класичний Приватний Університет за спеціальністю «Реклама та зв'язки з громадськістю»[джерело?]

## Творчість
Під час повномасштабного вторгнення рф, почав створювати ілюстрації на патріотичну та військову тематику.
Переможець народного голосування на національному етапі конкурсу PostEurope-2023.[джерело?] Пізніше вийшов маркований художній конверт «Весна настане знову!».

Автор поштового випуску «Херсон — це Україна». Випуск присвячений визволенню міста Херсон від російських окупантів.

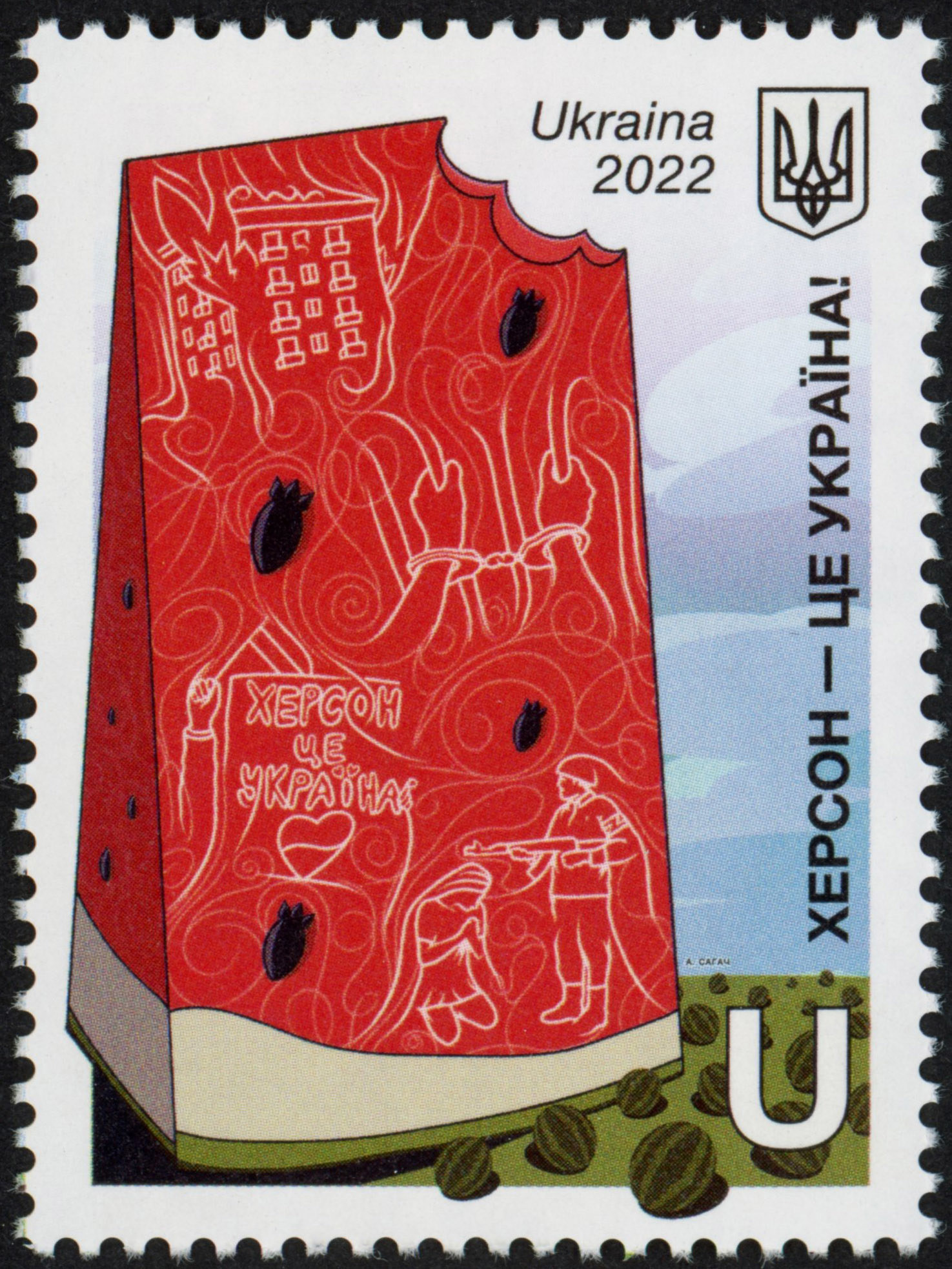
Марка "Херсон - це Україна"

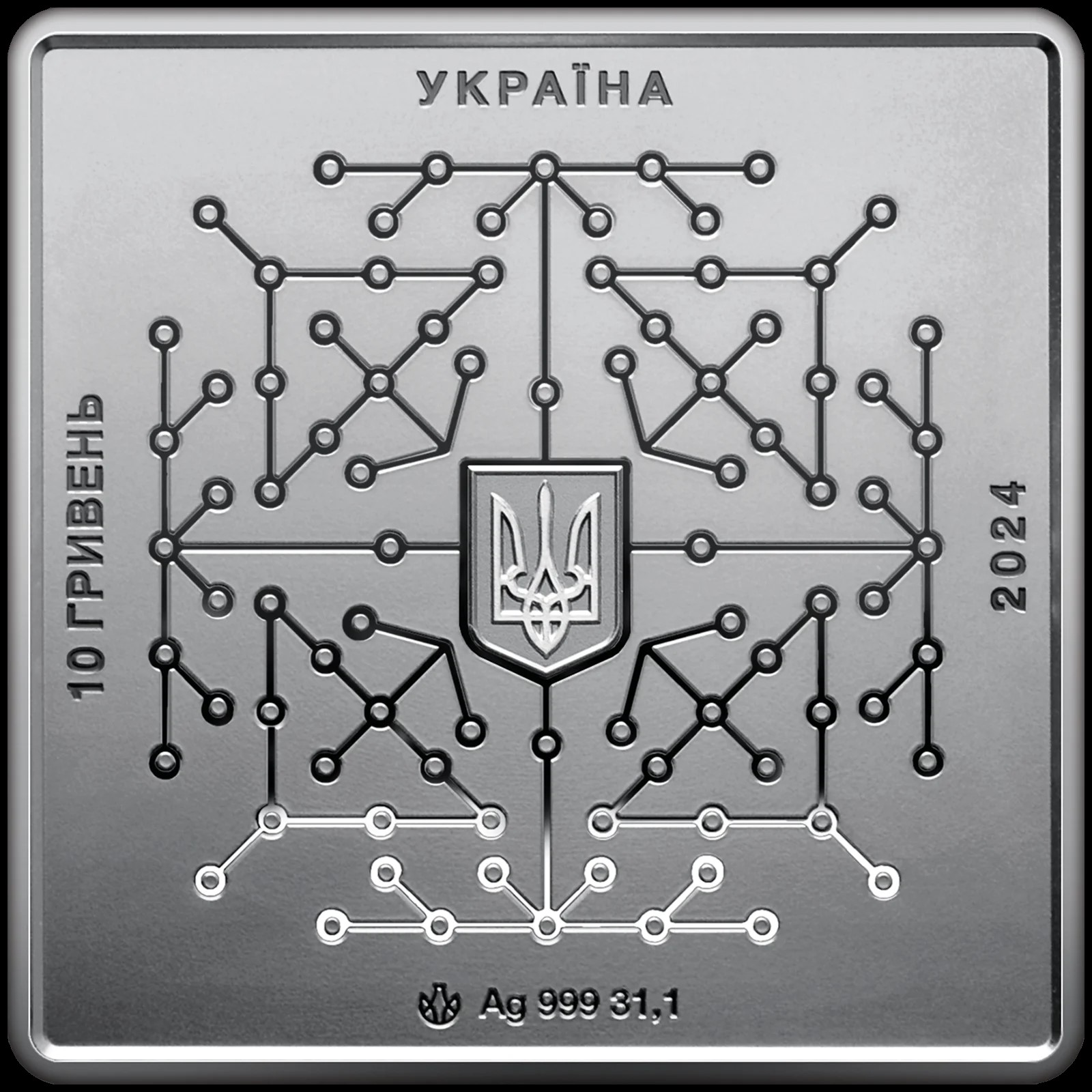
Монета "Цифрова Держава" (аверс)

Автор срібної монети 10 гривень "Цифрова Держава" для Національного Банку України (срібло: 999 проба, форма: квадрат).

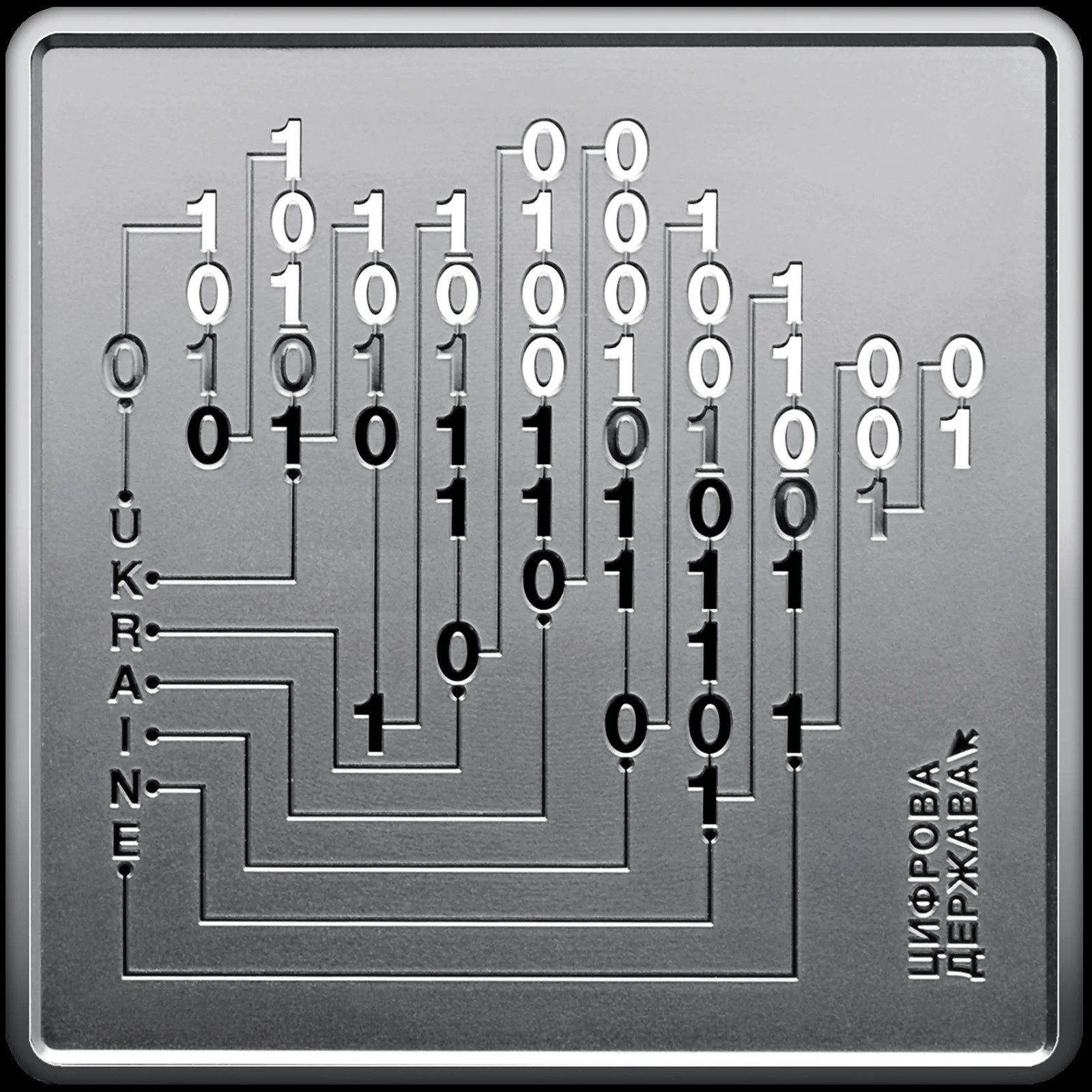
Монета "Цифрова Держава" (реверс)

Автор монети з нейзильберу 5 гривень "Тримаймо стрій!" для Національного Банку України.
Автор срібної монети 10 гривень "Зодіак" для Національного Банку України (срібло: 925 проба).
Автор срібної монети 10 гривень "Світ мистецтва кутюр'є. Любов Панченко" для Національного Банку України (срібло: 925 проба).

## Мистецькі проєкти
Автор мистецьких проєктів «Крихкість», «Україна-мати», «Обережно, міни!», присвячених соціально-значущим темам.